# ジャマル・セラミ
ジャマル・セラミ（Jamel Sellami、1970年10月6日 - ）は、モロッコの元サッカー選手、サッカー指導者。元モロッコ代表。現役時代のポジションはディフェンダー。現ヨルダン代表監督。

## 来歴
199年にモロッコ代表デビュー。1998 FIFAワールドカップ、アフリカネイションズカップ2000にも出場した。2001年までに38試合に出場、2得点をあげた。

## 代表歴

### 出場大会
- モロッコ代表
  - 1998 FIFAワールドカップ

### 試合数
- 国際Aマッチ 38試合 2得点（1994年-2001年）[1]

| モロッコ代表 | 国際Aマッチ | 国際Aマッチ |
| 年           | 出場        | 得点        |
| ------------ | ----------- | ----------- |
| 1994         | 2           | 0           |
| 1995         | 3           | 0           |
| 1996         | 8           | 2           |
| 1997         | 3           | 0           |
| 1998         | 6           | 0           |
| 1999         | 4           | 0           |
| 2000         | 9           | 0           |
| 2001         | 3           | 0           |
| 通算         | 38          | 2           |